# 김소영의 음악으로의 초대
김소영의 음악으로의 초대는 경인방송 iFM에서 매일 밤 10시부터 밤 12시까지 방송했던 라디오 프로그램이다.
2015년 8월 1일에 첫방송을 시작해 2017년 3월 5일 방송을 마지막으로 2년만에 폐지되었다.

## 프로그램 소개
'음악과 이야기, 그리고 내 친구가 있는 평안한 시간'
매일 저녁 평안하게 하루의 정리를 시작하는 시간. non genre musics & 일상 이야기로써 정을 나누는, 나의 이야기를 잘 들어주고 내 등을 토닥여주는... 내 친구로서 함께 하는 평안한 프로그램.

## DJ
- 김소영

## 코너
| - '이 곡 어때요~?' | - 월요일 : Power of Music (* 청취자 참여) - 화요일 : 공연 & 영상음악 감상 - 수요일 : 송 시 현 의 이야기가 담긴 음악 - 목요일 : 이런 얘기~ 저런 얘기 (* 청취자 참여) - 금요일 : Rock Musics - 토요일 : 신청곡 모음 - 일요일 : 고전음악 감상 |